# Rue du Marché-des-Patriarches
La rue du Marché-des-Patriarches est une voie du 5e arrondissement de Paris située dans le quartier du Jardin-des-Plantes.

## Situation et accès
La rue du Marché-des-Patriarches est desservie par la ligne 7 à la station Censier - Daubenton.

## Origine du nom
Cette rue tient son nom de la proximité de l'ancien marché des Patriarches, nommé ainsi en raison de l'occupation d'une maison voisine par le patriarche de Jérusalem puis par le patriarche d'Alexandrie. 

## Historique
Cette voie ouverte par une ordonnance du 20 septembre 1828 prend sa dénomination actuelle par un décret ministériel du 21 juin 1844.

## Bâtiments remarquables et lieux de mémoire
- L'ancien marché des Patriarches.

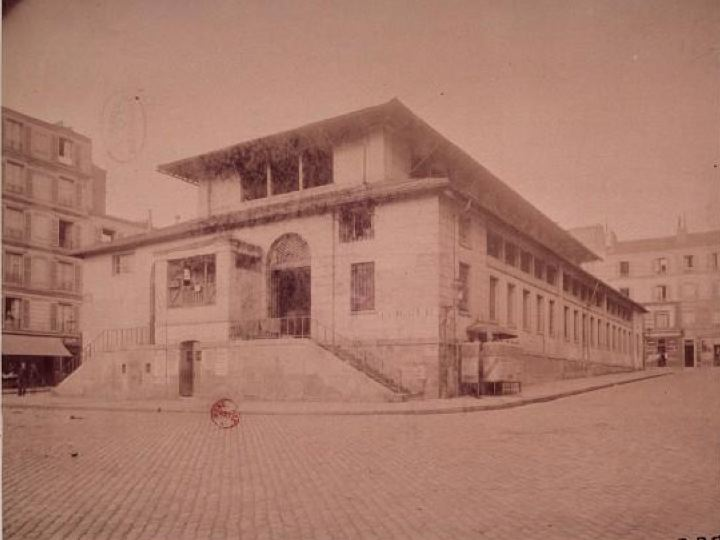
Le marché des Patriarches et la rue à sa droite, par Eugène Atget.